# 上の台
上の台（うえのだい）は、島根県安来市にある標高330mの山。日本神話において伊邪那美命が葬られたとされる比婆山と対峙する山である。

## 神話
古事記において「かれその神避りし伊邪那美の神は、出雲の国と伯伎の国(伯耆の国)の堺、比婆の山に葬りき」と記される。伊邪那美命(イザナミ)の神陵地は本居宣長の『古事記伝』の記述によれば出雲と伯耆の境にある島根県安来市の比婆山とされ、上の台はその比婆山と共に古来より鶴山亀山としての山容が伝えられ、山頂付近には日向尾根古墳群が存在するなど比婆山とは深い関係にある。
比婆山の伊邪那美命御神陵を遥拝するのに適した場所であり、東に大山・北に中海を望み、島根半島を一望できる。上の台はかつて神の台とも呼ばれていた説がある。

### 日向尾根古墳群
日向尾根古墳群は標高約320 ～ 330m という高所に築かれた9基からなる古墳群で小型ながら前方後円墳を2基築かれている。この古墳群が築造された時期は、小型ながら2基の前方後円墳が築かれ、そのいずれも横穴式石室を主体部に持つことから、古墳時代後期・6世紀中葉～後葉にかけてと推定されている。また、上の台地区としては前方後円墳3基を含む40基近い古墳群が確認されている。山頂から1km程南下した月坂という場所には縄文時代の遺跡（月坂遺跡）がある。
比婆山の伊邪那美命御神陵と同様に高所にもかかわらず各尾根上に数基からなる古墳群が築造され、周辺地域と比較して古墳の築造密度が非常に高い特性から古墳時代後期の中心地をなすかのような有様であるが、この地域での調査例及び報告がないので未だ明らかとなっていない。

### 交通
- 山陰道安来ICより県道9号線を南進して約24km。山頂まで車で行ける。所要時間は約40分。

## 関連
- 比婆山
- イザナミ